# おんがくブラボー
『おんがくブラボー』は、NHK Eテレで2015年10月7日より放送されている教育番組（学校放送）。小学校3 - 6年生音楽科を対象にしている。字幕放送、および視覚障害者向けに副音声による解説放送を実施している。
2014年12月26日 9:00 - 9:10に「冬のテレビクラブ」内で第1回「音を感じて考えよう」の先行放送を行った（のちに「春のテレビクラブ」で2015年4月1日にも放送）。

## 概要
2015年10月7日より放送開始。NHKの学校放送番組における小学3年音楽科向けの番組としては『歌えリコーダー』終了以来12年半ぶり、小学4年音楽科向けとしては『ゆかいなコンサート』終了以来20年半ぶり、小学5・6年音楽科向けとしては『音楽教室』終了以来43年ぶり。
「器楽」「歌唱」「音楽づくり」「鑑賞」から毎回ひとつのテーマを取り上げる。

## 出演者
- ブラボー - 声：山本シュウ

本名は「ケロン・セバスチャン・ブラボー・バッハ」。作曲家であるバッハの末裔らしいが、なぜかカエルの姿をしており、関西弁でしゃべる。音楽のことならなんでも知っている。なお、同じくNHK教育テレビ→NHK Eテレで2006年 - 2011年に放送された『理科6年 ふしぎ情報局』のキャラクターとは全く無関係。
- しらとり - 演：白鳥久美子（たんぽぽ）
- そら - 演：富沢そら
- ひなた - 演：加瀬ひなた
- スギテツ - 「ブラボー音楽実験」のコーナーに出演。クラシック音楽をアレンジした「冗談音楽」のユニット。テーマ曲「いふうどうどう de SKA?」の演奏も担当。

ゲスト出演者
- 江崎浩司（リコーダー奏者） - 第2回、第3回
- 栗コーダーカルテット - 第2回、第3回
- 野本由紀夫（指揮者）、玉川大学管弦楽団 - 第3回
- 植松透、竹島悟史（NHK交響楽団メンバー） - 第4回
- 辻秀幸（声楽家） - 第7回
- NHK東京児童合唱団 - 第7回、第8回
- 金田典子（指揮者） - 第8回

## スタッフ
- 人形操演 - がこさく、山部俊文
- 人形美術 - 小池俊章（スタジオ・ノーヴァ）
- 制作・著作 - NHK

## 放送時刻
すべて日本標準時（JST）
| 期間                       | 放送時間                                                                     |
| -------------------------- | ---------------------------------------------------------------------------- |
| 2015年度下期               | 水曜日 9:10 - 9:20、月曜日 15:30 - 15:40 月曜日の放送は2016年1月 - 3月のみ。 |
| 2016年度下期、2017年度上期 | 水曜日 9:55 - 10:05                                                          |
| 2018年度上期               | 水曜日 9:50 - 10:00                                                          |
| 2018年度下期               | 水曜日 15:30 - 15:40（2018年10月 - 12月）                                    |
| 2019年度 - 2021年度の上期  | 火曜日 15:30 - 15:40                                                         |
| 2022年度以降の上期         | 火曜日 16:40 - 16:50 （4月 - 6月の放送。7月 - 9月は『カテイカ』を放送）      |

## 放送リスト
| 回 | 初回放送日     | 単元       | タイトル                      | 放送楽曲                                                               |
| -- | -------------- | ---------- | ----------------------------- | ---------------------------------------------------------------------- |
| 1  | 2014年12月30日 | 鑑賞       | 音を感じて考えよう            | 組曲「動物の謝肉祭」より「白鳥」                                       |
| 2  | 2015年10月21日 | 器楽       | リコーダーに挑戦しよう        | 「マンボNo.5 おんがくブラボーバージョン」（「シ」の音だけで演奏）      |
| 3  | 2015年11月4日  | 器楽       | リコーダーをうまくふこう      | ベートーベン作曲 交響曲第9番・第4楽章「歓喜の歌」                      |
| 4  | 2015年7月27日  | 器楽       | さまざまな楽器に挑戦          | メキシコ民謡「ラ・クカラーチャ」                                       |
| 5  | 2015年12月2日  | 音楽づくり | リズムで音楽づくり            | オリジナル音楽「リズムの音楽」（クラベスとボイスパーカッションで演奏） |
| 6  | 2016年1月6日   | 鑑賞       | ”さくらさくら”のヒミツ        | 日本古謡「さくらさくら」                                               |
| 7  | 2016年1月27日  | 歌唱       | ひびくいい声で歌おう          | 童謡「ゆかいに歩けば」                                                 |
| 8  | 2016年2月10日  | 歌唱       | ハモるって気持ちいい!         | 日本の唱歌「ふるさと」                                                 |
| 9  | 2016年2月24日  | 音楽づくり | ”せんりつづくり”はこわくない! | オリジナル楽曲「ソラシのせんりつ」                                     |
| 10 | 2016年3月9日   | 鑑賞       | 音楽の”しかけ”をさぐろう!     | ハチャトゥリアン作曲「剣の舞」                                         |
| 11 | 2016年3月31日  | 特別編     | オーケストラに行こう!         | [ 7 ]                                                                  |